# Ptilinopus nainus
El tilopo enano (Ptilinopus nainus) es una especie de ave columbiforme de la familia Columbidae propia de los bosques tropicales de Nueva Guinea y las islas Raja Ampat.

## Descripción
Mide unos 14 cm de largo, y es la paloma más corta del mundo, pero es relativamente robusta, de hecho varias otras especies pesan menos. Su plumaje es color verde, pero debajo de las plumas coberteras de la cola posee una coloración amarilla que contrasta y unas franjas angostas que se prolongan hacia las alas. El macho posee una mancha púrpura en la zona ventral, la hembra carece de la misma.